# آی‌پی‌فیلتر
آی‌پی‌فیلتر (به انگلیسی: ipfilter) یا به اختصار ipf، یک فایروال حالتمند برای سیستم‌عاملهای شبه یونیکس است و به صورت یک نرم‌افزار آزاد منتشر می‌شود. آی‌پی‌فیلتر هم از پروتکل‌های IPv6 و IPv4 پشتیبانی می‌کند. همچنین این دیوار آتش قابلیت برگردان نشانی شبکه (به انگلیسی: Network Address Translation) را هم دارد. این دیوار آتش توسط دارن رید نوشته شده و نگه‌داری می‌شود. این دیوار آتش به صورت پیشفرض در سیستم‌عامل‌های فری‌بی‌اس‌دی، نت‌بی‌اس‌دی و نسخه ۱۰ و ۱۱ سولاریس وجود دارد. آی‌پی‌فیلتر تحت پروانه جی‌پی‌ال نسخه ۲ عرضه می‌شود. آی‌پی‌فیلتر را می‌توان هم به صورت یک ماژول در هسته بارگذاری کرد و هم می‌توان با کامپایل کردن یک هسته سفارشی، آن را به صورت ثابت فعال کرد. مستندات خود آی‌پی‌فیلتر روش استفاده از ماژول را پیشنهاد کرده‌اند.